# Babulo (Uato-Lari)
Babulo (Babolu) ist ein osttimoresischer Ort und Suco im Verwaltungsamt Uato-Lari (Gemeinde Viqueque). Der Suco ist eines der Zentren der Ethnie der Naueti, hat aber auch eine größere Minderheit von Makasae. Die verschiedenen Gruppen und Clans sind in einem engen Netz von gesellschaftlichen Strukturen miteinander verbunden, das bis heute einen Einfluss auf die Gesellschaft hat.
Der Name „Babulo“ ist in Tetum Terik die Bezeichnung eines Reiches.

## Geographie
Der Suco liegt im Osten des Verwaltungsamts Uato-Lari. Im Süden reicht Babulo bis an die Timorsee, im Westen und Nordwesten begrenzen der Bebui und sein Nebenfluss Roliu den Suco zu seinen Nachbarn Uaitame, Afaloicai und Matahoi. Im Norden grenzt Babulo an ein weiteres Territorium von Afaloicai und im Osten an Vessoru.
Der Fluss Metauai entspringt im Grenzgebiet des Sucos im Nordosten und mündet später als Oiqui in Vessoru in die Timorsee. Der in Babulo entspringende Borouai bildet weiter südlich bis zu seiner Mündung den Grenzfluss zu Vessoru.
Vor der Gebietsreform 2015 hatte Babulo eine Fläche von 79,71 km². Nun sind es 70,52 km². Gebiete nördlich des Ortes Uai Cai wurden an den Suco Afaloicai abgegeben und die Grenze im Norden zum östlich gelegenen Suco Vessoru weiter nach Osten an den Lauf des Flusses Metauai verlegt. Eine Flussinsel im Bebui ging an Afaloicai, dafür wurde das gesamte Mündungsdelta von Uaitame an Babulo abgegeben.
Der Ort Babulo liegt im Südwesten des Sucos, auf einer Meereshöhe von 578 m. Er bildet eine geschlossene Siedlung mit dem Ort Afaloicai (Aflocai). Hier befindet sich die Grundschule Escola Primaria No. 7 Afalocai. Außerdem gibt es hier eine medizinische Station.
Beim Ort Borolalo (Burlalu) überquert über eine Brücke die südliche Küstenstraße, einer der wichtigsten Verkehrswege Osttimors, den Bebui. Von hier aus führt die Straße entlang der Küste, bis sie über den Borouai den Suco Richtung Osten wieder verlässt. An der Straße liegt im Südwesten der Ort Daralari (Daralare). Hier liegen auch die Dörfer Aliambata und Kampung Baru. Im Südosten liegt das Dorf Cucodere, im Zentrum der Ort Uato-Lari (Uato-Lari Leten, „Ober“-Uato-Lari) und im Norden Uai Cai.  An der südlichen Küstenstraße befinden sich bei Aliambata „Ewige Flammen“, die durch natürlich austretendes Erdgas gespeist werden.
Der Babulo (265 m) ist eine Erhebung südlich des gleichnamigen Ortes. Nordöstlich vom Ort Babulo liegt der Baha Liurai, der heilige Berg des Sucos. An seiner Westflanke befindet sich die Siedlung Uatosoba mit dem heiligsten Haus des Sucos. Es gehört zur Aldeia Daralari. Nordöstlich des Baha Liurai liegt die Siedlung Aha B Uu, östlich Borulaisoba und südöstlich die animistische Begräbnisstätte Nahasaka.
Im Suco befinden sich die acht Aldeias Abadere, Aha B Uu (Ahabu′u, Aha Bu′u), Asa Muta (Asamuta), Beli, Cota Nisi (Kotanisi, manchmal Kaidu), Daralari (Darlari), Lia Sidi (Liasidi, Lia Cide) und Roma.

## Einwohner und Kultur

### Überblick
Die Anthropologin Susana Barnes untersuchte mehrere Jahre die Kultur und Traditionen der Bevölkerung Babulos und dokumentierte das Zusammenspiel der verschiedenen Clans und ihre jeweiligen zeremoniellen Aufgaben. Die folgende Darstellung stützt sich hauptsächlich auf ihre Veröffentlichung Origins, Precedence and Social Order in the Domain of Ina Ama Beli Darlari.
Im Suco Babulo leben 2.262 Einwohner (2022), davon sind 1.130 Männer und 1.132 Frauen. Im Suco gibt es 468 Haushalte. Fast 97 % der Einwohner geben Naueti als ihre Muttersprache an. Fast 2 % sprechen Makasae, einzelne Einwohner Tetum Prasa, Tetum Terik, Makalero, Fataluku und Waimaha. Vor der Gebietsreform 2015 betrug der Anteil der Makasae-Sprecher noch fast 24 %. 88,32 % aller Einwohner in einem Alter zwischen 15 und 24 Jahren können lesen und schreiben. Man liegt damit sowohl über dem Landesdurchschnitt als auch über dem Durchschnitt in der Gemeinde Viqueque. Schlechter ist der Wert, wenn man sich alle Personen im Alter über 15 Jahren anschaut. Dann sind nur 57,2 % keine Analphabeten, was immer noch besser ist als der Durchschnitt der Gemeinde Viqueque (55,9 %). 40,83 % der Einwohner Babulos sind unter 15 Jahre alt (Landesdurchschnitt: 39,09 %), 15,09 % 60 Jahre und älter (8,19 %).
Der Ursprung der Vereinigung der Aldeias zum Suco Babulo ist unklar. Die Aldeias werden noch immer aus Clans gebildet, deren Mitglieder weitläufig miteinander verwandt sind. Weder Einwanderungen in der späten Kolonialzeit noch die indonesischen Zwangsumsiedlungen haben diese Strukturen zerstört. Zentrum jeder Aldeia ist ein Heiliges Haus (Uma Luli). Früher waren sie der Kern der baha (Naueti für „Siedlung“ oder „Berg“). In diesen Siedlungen im Hochland lebten die Einwohner Babulos vor der indonesischen Invasion. Traditionell lebten dort Männer, die väterlicherseits miteinander verwandt waren, zusammen mit den eingeheirateten Frauen und Kindern. Jedes der Kulthäuser hatte eine ihm zugeordnete Aufgabe innerhalb der rituellen und sozialen Organisation des Clans.

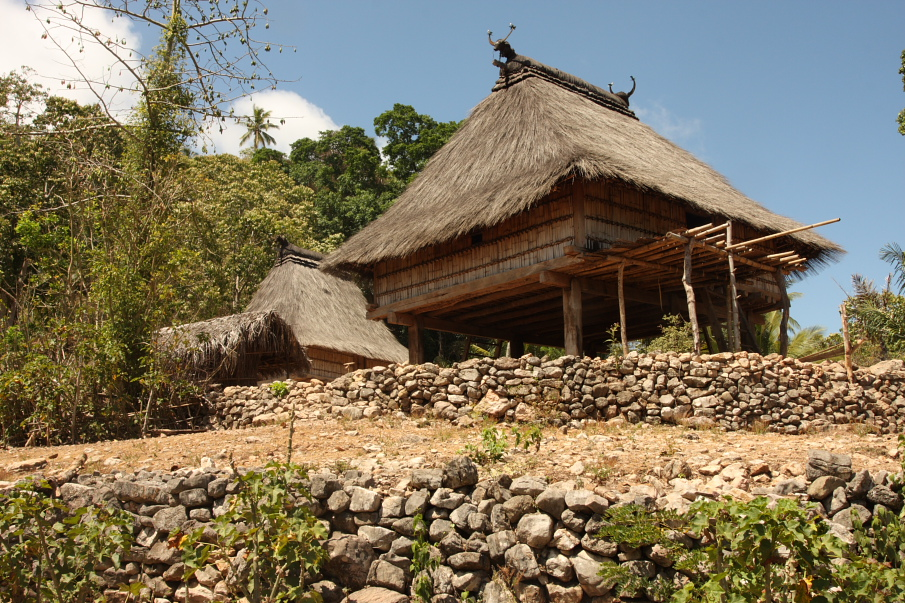
Borulaisoba

Die Clans teilen sich wiederum in Abstammungslinien und Unter-Abstammungslinien (Uma kain) auf, die jede ihr eigenes Kulthaus haben. Innerhalb der Abstammungslinien wird das Verhältnis der einzelnen Mitglieder mit „älter“ (kaka) und „jünger“ (wari) beschrieben. Die „älteren“ Häuser sind näher mit dem Ahnherrn verwandt und haben daher einen höheren Rang gegenüber den „jüngeren“. Der älteste Mann des „ältesten“ Hauses jeder Abstammungslinie wird Na'i (Tetum für „Meister“) oder Bu Dato (Großvater-Herr) genannt. Sie gelten als direkte Nachkommen des Ahnherrn. Die Aldeia-Chefs kommen traditionell aus den „ältesten“ Häusern der Clans. Für gewöhnlich sind es Söhne oder Neffen von einem der Ältesten. Heiraten, Bündnisse und Verwandtschaften binden die Abstammungslinien in der Aldeia an das führende Haus. Geheiratet werden sollte immer außerhalb der eigenen Abstammungslinie, um enge Beziehungen zwischen den Brautgebern (uma ana) und Brautnehmern (oa sae) zu schaffen. In der Realität kommen aber Ehen innerhalb derselben Linie oder Unterlinie vor, auch wenn es missbilligt wird. Außerdem wird bei den Naueti die Bevölkerung in Liurai (Adlige, auch der höchste Herrscher wird Liurai genannt), Reinu und Ata (Sklaven) eingeteilt. Die Ata stammen von ehemaligen Sklaven und Kriegsgefangenen ab. Traditionell darf zwischen den drei Klassen keine Ehe geschlossen werden.
Die Umsiedlungen in der indonesischen Besatzungszeit haben die Folge, dass etwa die Hälfte der Bevölkerung Babulos ihre Wurzeln im Nachbarsuco Afaloicai hat. Sie bilden ihre eigenen Aldeias und sind auch nicht dem traditionellen ansässigen Liurai untergeordnet. Kulturell haben sie immer noch eine Bindung zu ihrem Stammland, das sie klar von ihrem jetzigen Wohnsitz unterscheiden. Afaloicai und Babulo haben eine lange Geschichte von sozialen Beziehungen, wie Eheschließungen zum Bündnis. Trotzdem werden die Bewohner aus Afaloicai oft noch immer als Einwanderer gesehen, die weniger Ansprüche auf Land und andere natürliche Ressourcen haben.
Viele traditionelle Führer beklagen, dass die alten Riten, die die Fruchtbarkeit des Landes sichern sollen, von vielen Einwohnern des Sucos nicht mehr betrieben werden, auch von Angehörigen der führenden Clans. Auch würden nur noch wenige Menschen die mythische Geschichte des Sucos oder die Beschwörungen der Ahnen kennen. Einwanderer bringen eigene Traditionen und Ahnen mit, die verehrt werden. Die Ältesten Babulos sprechen von einer „chaotischen“ Situation, die zu Problemen und Sorgen seit dem Abzug der Portugiesen führte.

### Traditioneller Glaube

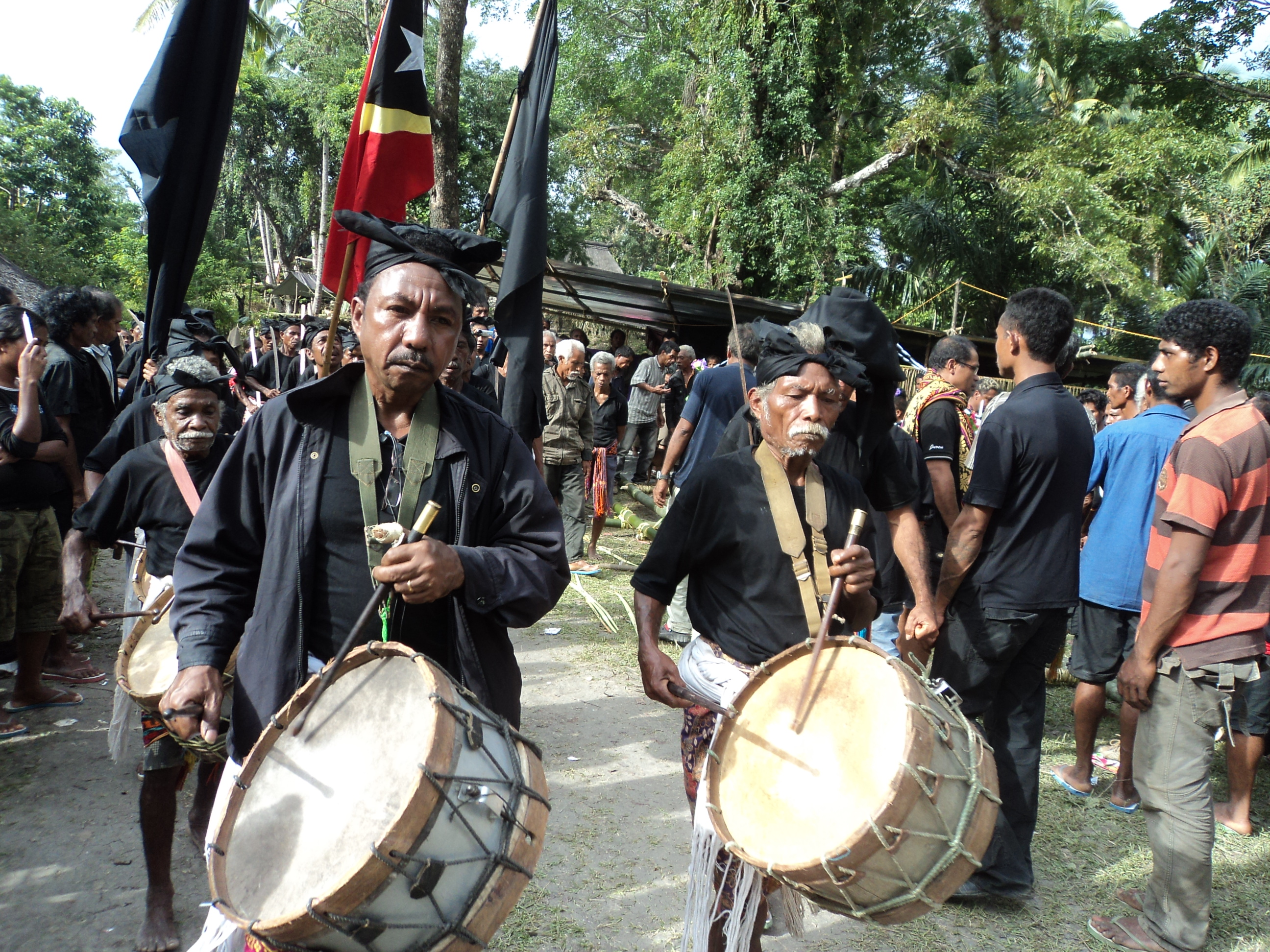
Begräbnis des Liurai von Babulo (2012)

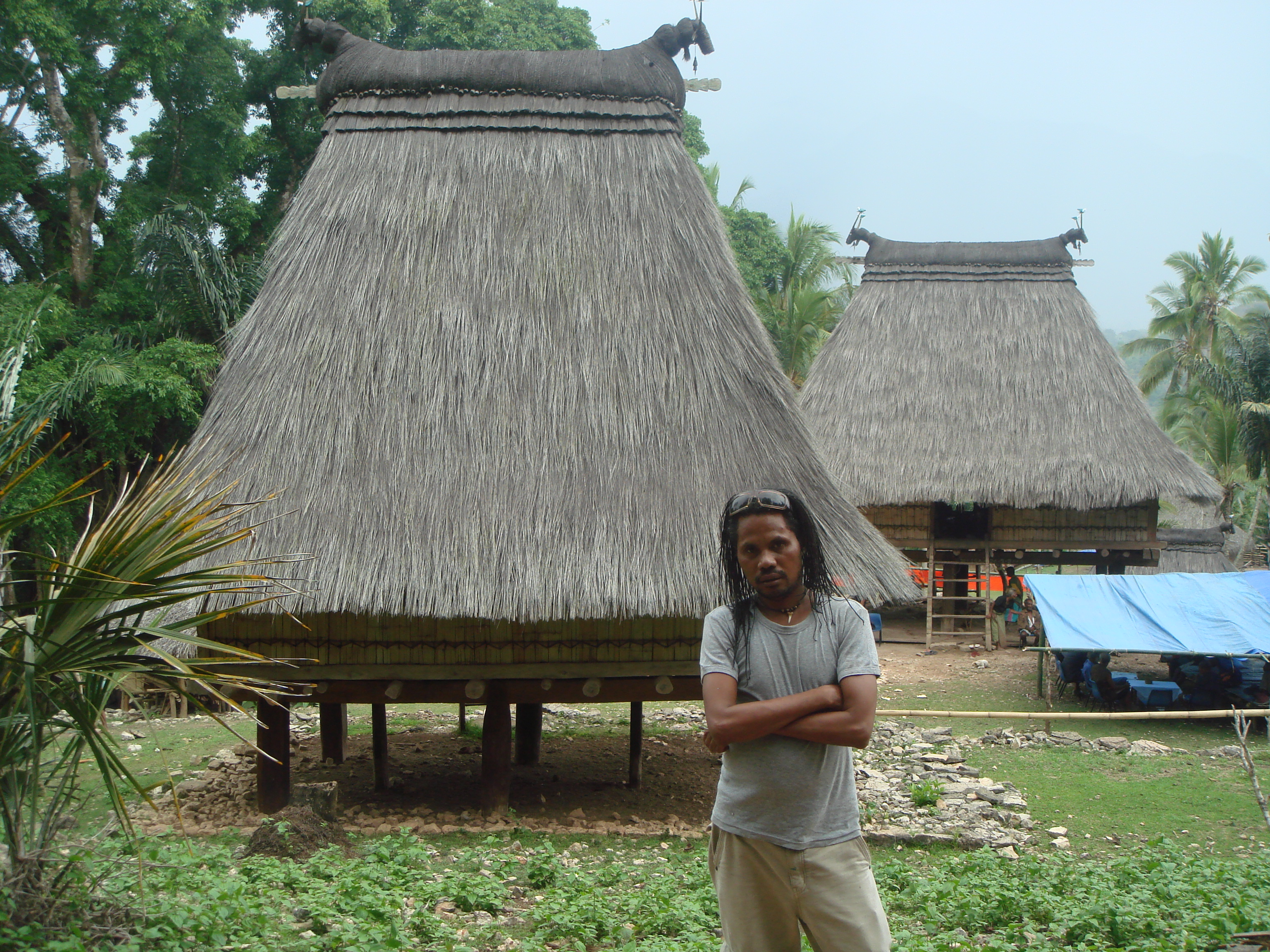
Das heilige Haus in Borulaisoba, dem wichtigsten der Aldeia Aha B Uu

Die Mehrheit der Einwohner Babulos bekennt sich offiziell zum katholischen Glauben, so wie in ganz Osttimor. In der gesamten Gemeinde Viqueque bekennen sich nur noch 52 Einwohner zum traditionellen Glauben, in dem Naturgeister und Ahnen verehrt werden.
Trotzdem hat die traditionelle Religion noch immer viel Einfluss, wobei betont wird, dass schon vor Eintreffen der katholischen Missionare hier nicht einfach „Fels und Baum“ (uato no kai) angebetet wurden, sondern die Schöpfungsgottheit Wula′ Lara (deutsch Mond Sonne, auch Ulu Lara). Diese schuf nach dem Glauben die Welt und setzte bestimmte Menschen auf die Erde, um das Land zu kontrollieren (ei) und zu zähmen (masi). Bevor diese Auserwählten ankamen, lebten die Menschen ohne Regeln und Vorschriften (ikutame, garteme). Erst nachdem die Auserwählten die Kontrolle übernommen hatten, wurden Verhaltensnormen und Praktiken etabliert für eine gesellschaftliche und moralische Ordnung. Die Wahrung dieser obliegt den Erben der Auserwählten, dem Clan der Daralari, durch die Fortführung der heiligen (luli) Normen und Praktiken. Diese beeinflussen das Zusammenspiel der Clans und Häuser und bestimmen die Rituale und das soziale Leben.
Als am heiligsten gelten die Regeln, die mit den Gründervätern in Verbindung gebracht werden. Mit der Inbesitznahme des Landes waren sie für die Benennung der Hügel, Felsen, Flüsse, Quellen, Wälder und Felder verantwortlich und begannen mit der Nutzung der Natur und ihrer Ressourcen. Dies schuf die Grundlagen der Wechselbeziehung mit den bu′u, den ursprünglichen Eigentümern des Landes oder Wächtern, die die Erde bewohnten. Der Glaube an die unsichtbare Welt, die von bu′u in unterschiedlichen Formen bewohnt ist, ist noch heute weit verbreitet. Die Mächtigsten unter ihnen sind nach dem Glauben die unabhängigen und ungezähmten „Eigentümer“ (des Landes und der natürlichen Ressourcen), die Tier- oder Menschengestalt annehmen können. Sie herrschen über die Abläufe in der Natur und können die Beziehung zwischen Mensch und Land beeinflussen. Respektiert man die luli-Ordnung und Verbote nicht, kann es nach der Vorstellung vieler Einwohner negative Folgen haben. Von Krankheiten und Todesfällen wird berichtet. Um diesen zu entgehen, braucht man die Hilfe der Ältesten, um die bu′u wieder zu besänftigen. Deswegen „folgt man den Fußspuren“ der Ahnen mit besonderen Ritualen, Beschwörungen und Opfergaben, um die bu′u gnädig zu stimmen und Zugriff auf die natürlichen Ressourcen zu bekommen. Auch die Geister der Ahnen sind nach dem Glauben in die Natur eingegangen. Orte, von denen man glaubt, dass sie sich hier versammeln, gelten als heilig. Mehrere Ahnen sind in die lokalen Legenden aufgrund ihrer Taten eingegangen. Teilweise waren diese verbunden mit großen Opfern bis hin zum Tod. Zu den Taten gehören die erste Ernte, Schutz der Grenzen und Bewahrung des Landes vor Naturkatastrophen. Es herrscht eine wechselseitige Beziehung zwischen den Lebenden und den Ahnen. Über das Jahr verteilen sich Rituale der gesamten Gemeinde und der einzelnen Clans mit Beschwörungen und Opfergaben für die Ahnen.
In kleinen Gruppen führt man auf den Feldern kurz vor der Ernte die Zeremonie masi eka rae rea ena (deutsch in etwa „Waschen der Maiskolbenblätter“) durch. Mit ihr soll der Eigentümer des Feldes (rea bu′u) um Schutz für die Ernte gebeten werden. Das Ritual verwandelt den Mais von ba′ina (verboten und sauer) in masi (gebändigt, zum Verzehr genehmigt und süß). Nach dem Glauben kann der rea bu′u die Gestalt von Mäusen, Insekten, Pflanzenparasiten und -krankheiten annehmen und so die Ernte vernichten. In der Zeremonie werden auch andere bu′u eingebunden, die als Ahnen zuerst das Land bewirtschaftet haben. Geopfert werden Eier, Reis und etwas Fleisch. Ein Teil der Nahrung wird an den Grenzen der Felder und in ihrem Zentrum verteilt. Der Rest wird unter den Anwesenden aufgeteilt. Bisweilen werden auch Kleidungsstücke oder Tais, Osttimors gewebte Stoffe, geopfert, da die Geister und Ahnen dieselben Bedürfnisse haben wie lebende Menschen.

### Beli und Daralari

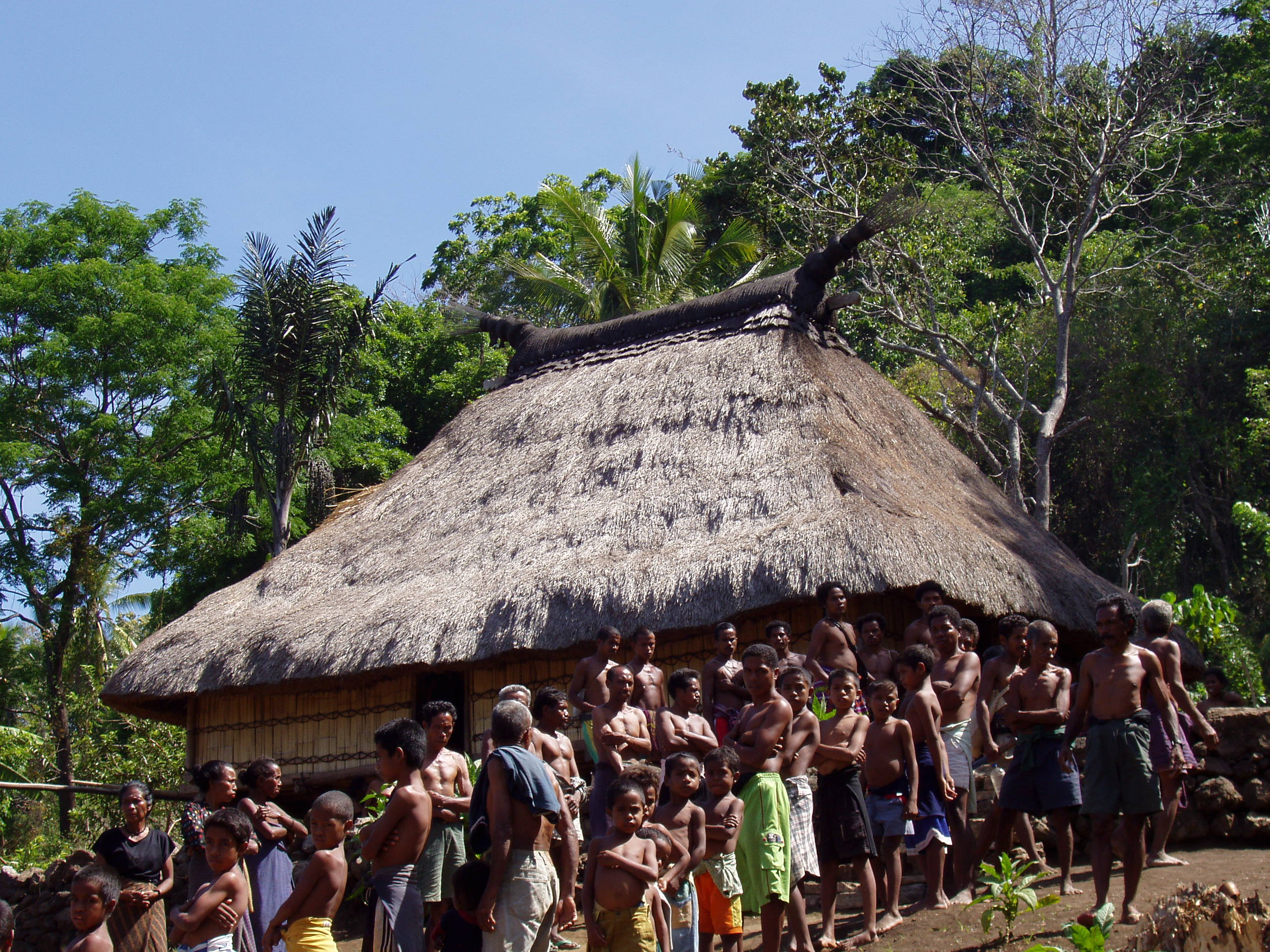
Uatosoba, das heiligste Haus im Suco. Es gehört zur Aldeia Daralari.

Die höchste spirituelle und rituelle Autorität liegt bei den Ältesten der Daralari. Laut diesen hatten die Daralari früher auch die weltliche Macht in ihren Händen, doch gab man diese freiwillig an die anderen Clans ab, um sich „in die Dunkelheit zurückzuziehen“. Es wird behauptet, man hätte sich zu diesem Schritt entschlossen, um die Geheimnisse ihres Landes vor „Außenstehenden“ zu bewahren. Gemeint sind die kolonialen Behörden und die katholische Kirche. Nebenbei hat man so auch Nebenlinien und zugewanderte Gruppen in die Strukturen eingebunden und mögliches Aufbegehren gegen die Machtfülle verhindert. Durch den Rückzug auf die spirituelle Macht stehe man nun „über den Dingen“ und auch als Autorität über der weltlichen Macht.
Die Ältesten der Daralari kennen die gesamten spirituellen Geheimnisse. Sie kennen die Geschichte der Ankunft der Ahnen und der Erstbesiedlung, der Gründung der lokalen Häuser und der Ankunft der später eintreffenden Gruppen. Sie kennen die alten Konflikte, Bündnisse, Verträge und Eide (juramento), im Suco und mit den Nachbarn. Auch die alten Rechte zur Landnutzung und die Grenzen zwischen den Territorien sind ihnen bekannt. Ihr wichtigstes Wissen sind aber die Namen der verschiedenen Geister und Wächterahnen, die den Zugang zu Wäldern, Feldern und Wasser kontrollieren. Der Zugang zu diesem Wissen ist stark reglementiert und auf wenige eingeschränkt.
Die „ältesten“ Häuser von Beli und Daralari führen ihre Herkunft auf zwei Brüder zurück, deren direkte Abstammung sich vom mythischen Gründer des alten Reiches von Bubulu ableitet. Die mythischen Ahnen kamen nach den Erzählungen der Einwohner von Daralari vom Meer und nahmen „das gesamte Land, über dem die Sonne herrschte“ in Besitz. Die ursprünglichen Namen der Abstammungslinien der beiden Aldeias gelten als heilig und dürfen daher nicht ausgesprochen werden. Sie leiten sich von der Herkunft der Häuser ab und werden vor Außenstehenden verschwiegen. Im Alltag und bei lokalen Zeremonien verwenden sie die Namen der heutigen Aldeias. Die führenden Häuser von Daralari werden auch Uma Buti (weißes Haus) und Uma Ita (schwarzes Haus) genannt. Die zugehörigen Schreinhäuser wurden im Jahr 2000 nach dem Ende der indonesischen Besatzung wieder errichtet. Auch wenn der Schrein Uma Buti im Eigentum der Daralari ist, gehört er der gesamten Gemeinschaft im Suco. Der rangniedere Schrein Uma Ita wird als Herrscherhaus bezeichnet, in dem von den Daralari traditionelle Symbole der politischen Macht (rotan) aufbewahrt wurden, die man an untergeordnete Häuser verteilte. In beiden Häusern befinden sich heilige Webstühle, die einst den legendären Ahnen gehört haben sollen. Man glaubt, dass in ihnen die Essenz der Ahnen weiterlebt und diese in bestimmten Bereichen der heiligen Häuser wohnen. In Zeremonien werden in diesen heiligen Bereichen Speisen, Wasser, Betelnüsse (bua), Betelpfefferblätter (malu) und andere Opfergaben abgelegt und danach wieder in der Gemeinschaft verteilt. Den Nüssen und Blättern werden besondere Schutzkräfte nachgesagt. In Gemeinschaftszeremonien dienen sie als Erkennungszeichen der Gruppenmitglieder und als Schutz für auswärtige Besucher bei Heilungsritualen. Beli hat nur ein Haupthaus, das einfach als Um Luli (heiliges Haus) bezeichnet wird. Der lokalen Legende (Naueti: tete bo'ona, wörtlich „älteste Geschichte“) nach sollen die Brüder nahe dem Baha Liurai (Hügel des Herrschers) gelebt haben. Es kam aber zum Streit zwischen den Brüdern, weil der ältere Beli seine Pflichten vernachlässigt haben soll, zum Schaden des jüngeren Daralari. Der Ältere verlor dadurch sein Vorrecht und musste das heilige Land verlassen. Daralari erhielt dafür den Status als führende Erblinie der Ahnen.

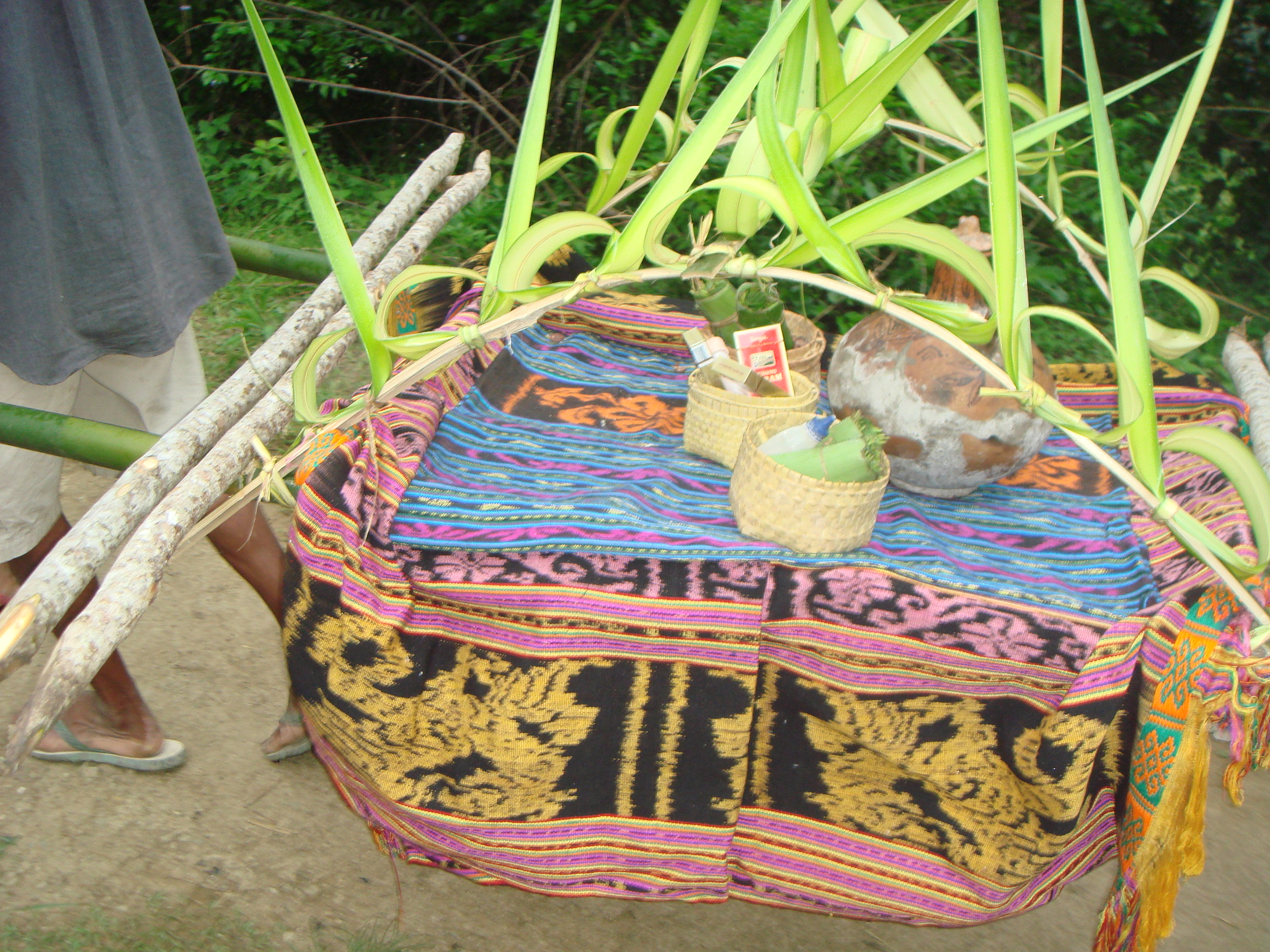
Ein Wai Malu (Wasser und Betelnuss): Ein Geschenk der Braut- oder Lebengeberfamilie an die Brautnehmerfamilie, anlässlich der Einweihung eines heiligen Hauses. Es symbolisiert den Segen der Brautgeber.

Die führenden Häuser der Aldeias bezeichnen sich noch immer gegenseitig als „älter“ (kaka) und „jünger“ (wari) und sehen sich als Brüder, während andere Bewohner des „Landes der Ahnen“, die durch Eheschließungen und Bündnisse sich den Aldeias anschlossen, allgemein als Ina Ama Beli Daralari (Mutter Vater Beli Daralari) bezeichnet werden. Die führende Linie trägt, in Anerkennung ihrer Seniorstellung, den Titel rea bu′u (Herr/Eigentümer des Landes). Weitere Bezeichnungen in der formalen, rituellen Sprache sind „Lenker des Landes“ und „Fels des Landes“. Der „Herr des Landes“ ist heute personifiziert durch den Bu Dato, den Führer des Clans von Daralari. Unterstützt wird er von zwei weiteren Ältesten aus Daralari. Er „sitzt und wacht“ über die Heiligtümer der Ahnen in den Hauptkulthäusern der Daralari, dem weißen und dem schwarzen Haus.
Der „Herr des Landes“ ist der oberste Diener des Landes der Ahnen. Die Ältesten von Daralari betonen dabei, dass die ursprünglichen Grenzen ihres Territoriums viel weiter über jene des Sucos reichten. Erst in der Kolonialzeit wurde das Gebiet zugunsten Verbündeter Portugals verkleinert. Zu dem ursprünglichen Territorium zählen die Daralari im Norden und Nordosten Regionen, deren Bewohner sie ki butana (Leute der weißen Kinder) und ki itana (Leute der schwarzen Kinder) nennen. Diese Gruppen sind grob mit den führenden Abstammungslinien der Aldeias Lia Sidi (ki itana) und Balabasiba im Suco Vessoru (ki butana) gleichzusetzen. Durch Eheschließungen sind sie mit Daralari verbunden. Das Reich von Builo (heute eine Aldeia in Ossorua) im Nordwesten wird in Überlieferungen als Gegner Babulos genannt. Gegen dieses kämpfte Daralari einst in einer heftigen Schlacht um die Grenzziehung zwischen den beiden Mächten. Die portugiesischen Kolonialherren setzten Mitte der 1910er Jahre Tomás dos Reis Amaral, einen Abkömmling des Reiches von Luca, als übergeordneten Herrscher von Uaitame und Vessoru ein, um zwischen den beiden Kontrahenten zu vermitteln. Die Regionen entlang der Küstenebenen westlich und östlich des Gebietes von Daralari und Beli werden daher heute von Nachkommen von Einwanderern aus Luca dominiert. Im Südwesten reichen die Ansprüche Daralaris bis an den Fluss Lugassa, wobei man sehr zurückhaltend ist, öffentlich Forderungen zu stellen, die den Frieden gefährden könnten. Die Naueti-Sprecher in Beaco (Suco Maluru) sollen nach Angaben aus Babulo von dort stammen. Ihre Vorfahren wurden als Kriegsgefangene an die Küste gebracht, um sie dort gegen Feuerwaffen einzutauschen.
Das heutige Land der Daralari ist auf ihre fünf Haupthäuser verteilt. Flüsse, Hügel und Felsen markieren die Grenzen. Es sind aber keine zusammenhängenden Territorien, sie spiegeln den traditionellen Wanderfeldbau wider. Zugang erhält man aufgrund seiner Abstammung von den Gründerahnen. Für die weitere Nutzung müssen die Mitglieder der Häuser ihren rituellen und gesellschaftlichen Pflichten gegenüber den übergeordneten Häusern und den Ahnen nachkommen. Sonst droht der Zorn der Vorfahren in Form von Unglück, Krankheit oder Tod.
Beim „Rückzug in die Dunkelheit“ übertrugen die Daralari die Aufgabe, über die Nutzung von Land und natürliche Ressourcen zu wachen (lai bosa, lai wai – deutsch bewache die Felde, bewache das Wasser), auf ein untergeordnetes Haus (um kain) von Daralari, den Uma kabo. Später bat ein Kabo Rai, der Hauptvertreter des Uma kabo, den Bu Dato um ein Symbol für sein Amt. Deswegen wurde ihm ein Makaer Luli als Experte für Rituale zur Seite gestellt. Neben der Überwachung der Nutzung von Land und Wasser überwacht der Kabo Rai auch saisonale Ernteverbote bestimmter Produkte, sammelt Tribute für gemeinschaftliche Zeremonien ein und verhängt Strafen für die Missachtung von Regeln. Bei der praktischen Umsetzung der Aufgaben erhält er Unterstützung von den Vertretern zweier weiterer unterer Häuser von Daralari: Asu Rati Reino (wahrscheinlich von portugiesisch ajudante) und Asu Rati Liurai. Der Makaer Luli begleitet die Arbeit spirituell. Er leitet die Gemeinschaftsrituale, dient als Vermittler mit der Geisterwelt und wacht über die sakralen Gegenstände, die im heiligen Haus, dem Uma luli, von Borolalo aufbewahrt werden. An diesem Ort sollen die Ahnherren erstmals bei ihrer Ankunft vom Meer gesiedelt haben.

### Aha B Uu und Cota Nisi

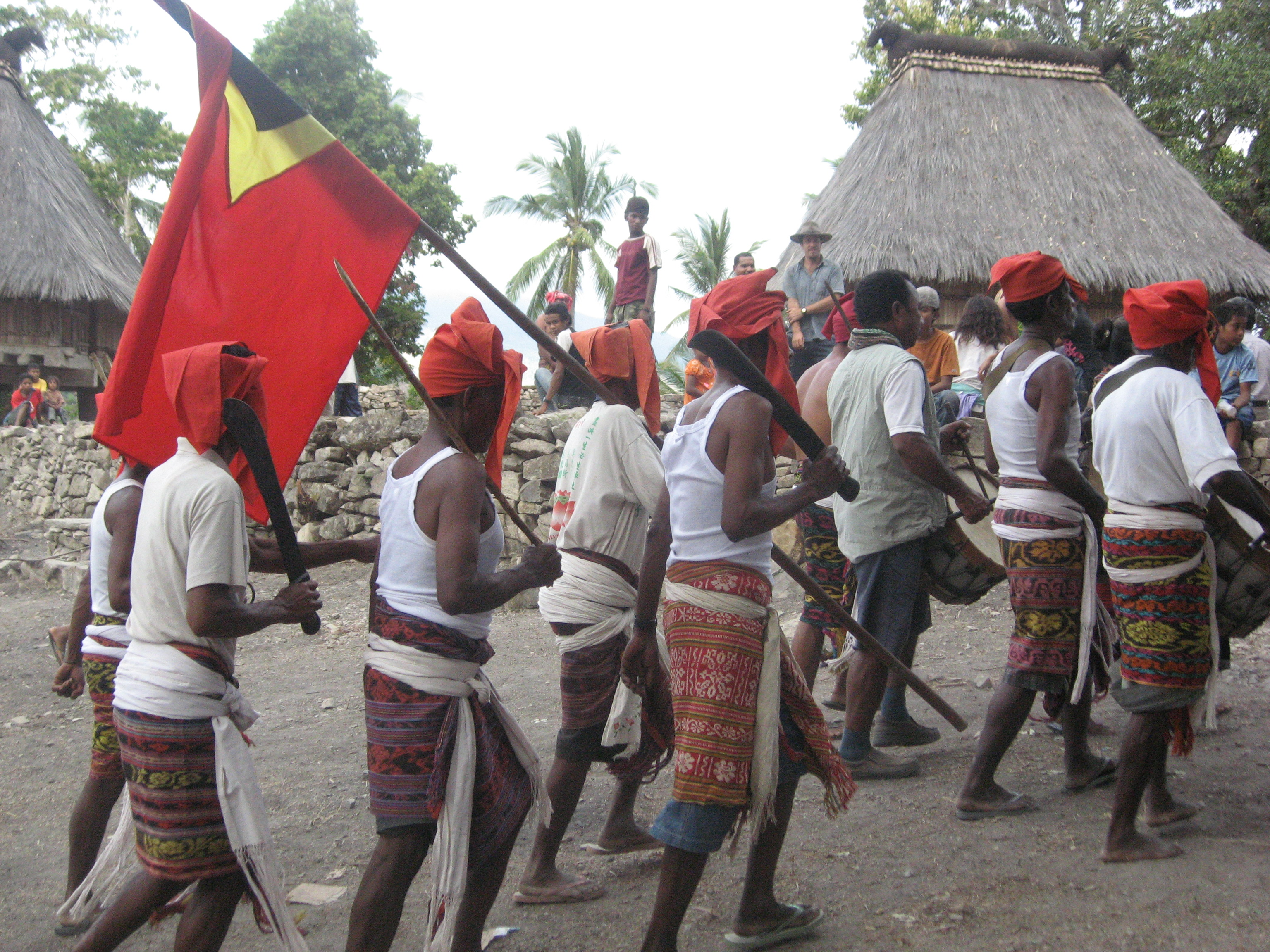
Einweihung des heiligen Hauses im Ort Aha B Uu

Der weltliche Führer Babulos (Liurai) kommt traditionell entweder aus den Aldeias Aha B Uu (vom Ahnherren Mau Gai) oder Cota Nisi (vom Ahnherren Kai Du). Sie repräsentieren zwei verschiedene Linien derselben Abstammung, die Burmeta genannt wird. Stammvater der Burmeta soll ein Mann namens Boru Buti gewesen sein. Der Name Burmeta leitet sich wohl vom Namen des Matebian in Makasae ab, wo der Berg auch Bere Meta genannt wird, der „große Schwarze“. Laut Überlieferungen der Daralari stammen die Burmeta von Kriegern (asuwain) aus der Region östlich des Matebian ab, die vor etwa acht Generationen nach Babulo kamen, was allerdings umstritten ist. Einige Quellen geben an, sie seien vom Land ihrer Ahnen verbannt worden. Durch ihre militärische Stärke und strategische Eheschließungen sollen die Burmeta ihre heutige Führerschaft im Gebiet erlangt haben.
Laut den Daralari sollen die Burmeta einst am Baha Liurai gelagert haben, als sie auf dem Weg Richtung Westen waren, um Vasallen des Reichs von Luca zu werden. Um diesem Bündnis mit dem starken Nachbarn zuvorzukommen, sollen die Daralari nach eigenen Angaben den Burmeta Land zum Ansiedeln angeboten haben, wofür diese dafür die Verteidigung der Grenzen übernehmen sollten (lai reinu, lai rea, deutsch „die Menschen schützen, das Land schützen“). Die Daralari gaben ihnen den Titel ana bo′ona, ana tadana (deutsch „der älteste und weiseste Sohn“). Der Aufgabe entsprechend wurde ein weiterer Name gebräuchlich: ita mata, kai hene (deutsch „Tür und Tor“), „die Torwächter“. Die Burmeta leiten ihren Führungsanspruch (tetum ukun für „herrschen/regieren“) von einem Stab (rota) her, den sie vom Herrscher von Viqueque erhielten. Das wichtigste heilige Haus der Aha B Uu befindet sich in Borulaisoba. Über das Haus wacht ein Makaer Luli (deutsch „Wächter des Heiligen“). Hier werden die Herrschaftsinsignien und andere sakrale Gegenstände aufbewahrt. Als Babulo sich den Portugiesen unterwarf, erhielt der Führer der Burmeta als Herrscher des Gebietes den militärischen Rang eines Oberstleutnants (portugiesisch Tenente Colonel) verliehen. Die Dorfvorsteher (Chefe de Suco) stammen seitdem meist aus den Reihen der Burmeta. Unter der portugiesischen Kolonialverwaltung war dieser die Verbindung zur lokalen Bevölkerung. Er war für lokale Streitigkeiten, das Eintreiben der Steuern und die Rekrutierung für den Arbeitsdienst zuständig. Heutzutage ist der Chefe de Suco ein gewähltes Amt.

### Roma
Die Aldeia Roma wird von anderen oft die „Aldeia ohne Land“ genannt. Sie wurde erst nach der Unabhängigkeit Osttimors gegründet und wird hauptsächlich von Makasae gebildet. Ihre Angehörigen (Laka Roma) sollen mehrheitlich Nachkommen von Sklaven (Ata) sein, die aus Quelicai stammen und Makasae sprachen. Inzwischen sprechen die Laka Roma selbst Naueti, da sie sich mit der einheimischen Bevölkerung vermischten. Der Legende nach waren die Laka Roma ursprünglich Diener eines Liurai der Burmeta, der im Exil in Quelicai lebte. Als seine Familie ihn zurück in die Heimat rief und zum Herrscher machte, brachte er seine Gefolgsleute mit, die an ihm hingen wie „Samen von langem Gras“. Dies ist die Bedeutung von laka roma in Makasae. Früher dienten sie den herrschenden Familien von Aha B Uu, Cota Nisi und Daralari. Zum Beispiel hüteten sie die Wasserbüffel ihrer Herren. Später begannen sie Land zu bewirtschaften, das nah den Büffelweiden lag.

### Einwanderer aus Afaloicai

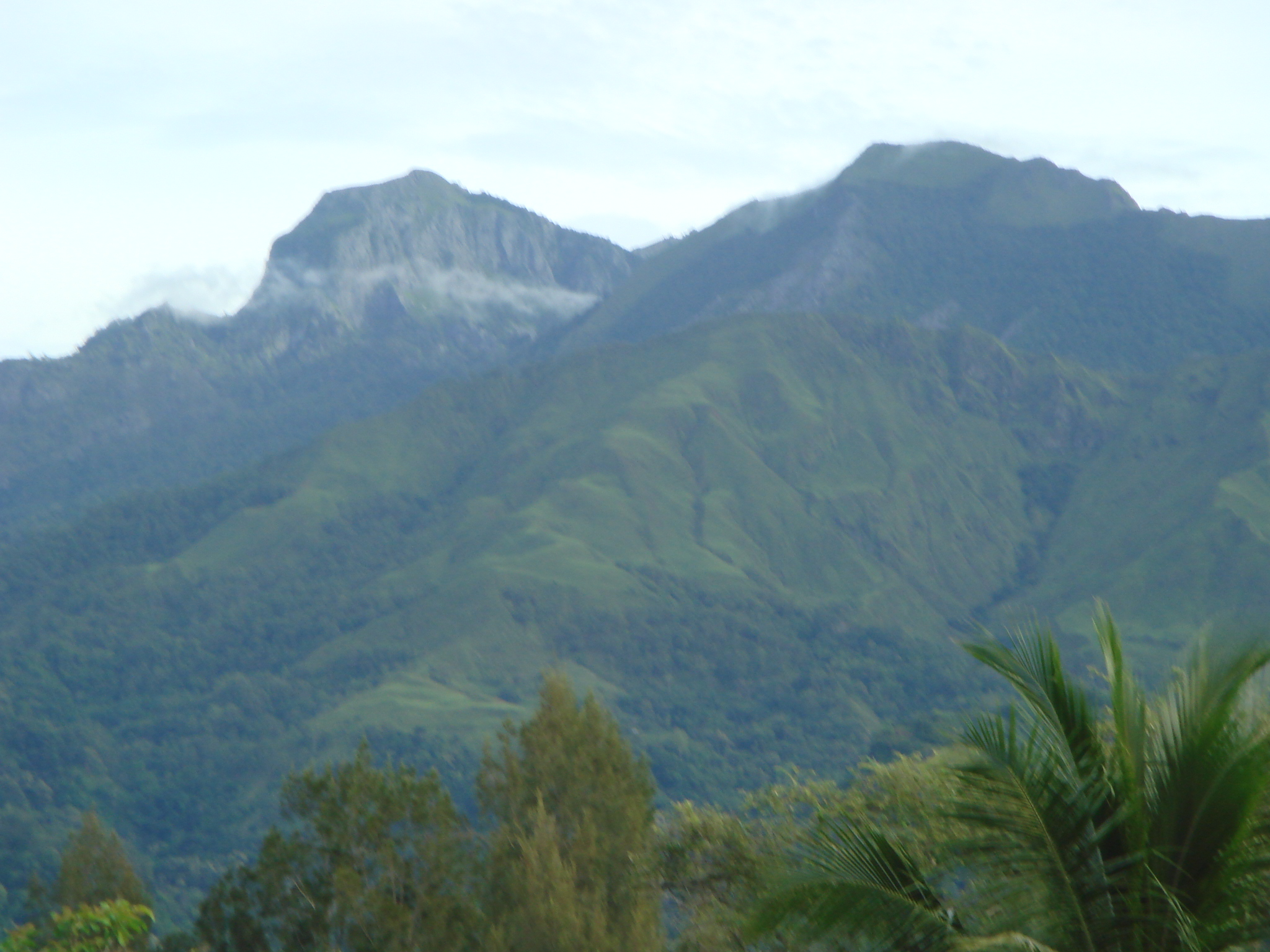
Blick auf den Matebian von Aha B Uu aus

Die jüngste Einwanderergruppe stammt aus dem benachbarten Afaloicai, die in drei Wellen nach Babulo kamen. Die älteste Gruppe stammte aus den Aldeias Buibela und Lena und kam in den 1930er Jahren auf der Suche nach Land in den Suco. Vermutlich waren sie Flüchtlinge des Konflikts um den Zerfall des Reiches Afaloicai. Laut lokalen Überlieferungen erreichte Liurai Gregorio aus Lena Babulo kurz vor Eintreffen der Japaner (1942, siehe Schlacht um Timor). Mit seinen Leuten zog er demnach mit Fanfaren, Trommeln und Flöten in Babulo ein und errichtete ein Lager auf heiligem Land (rea luli) nahe dem Baha Liurai. Kurz darauf brach eine Krankheit unter den Neuankömmlingen aus, was man auf diesen Tabubruch zurückführte. Gregorio bat daher die Ältesten der Daralari um die Erlaubnis, sich im Suco anzusiedeln. Die neue Allianz wurde mit einer Eheschließung gefestigt und Gregorio durfte als Schwiegersohn an einen Ort namens Tua Rae Laleo (deutsch „Obdach der Palmweinblätter“). In der Umgebung von Uato-Lari Leten und Kampung Baru erhielt er Land für seine Leute zum Ackerbau. Als oa sae (Brautnehmer) verpflichtete sich die Familie Gregorios, den Daralaris Güter und Dienste zur Verfügung zu stellen. Die Daralari betonen aber, dass die Familie Gregorios nur Nutzungsrechte am Land habe und die eigentliche Kontrolle darüber immer noch beim „Herrn des Landes“ liege.
Nach dem Zweiten Weltkrieg betrieb Portugal eine Politik der Landwirtschaftsentwicklung in der Kolonie. Die Dorfchefs wurden angewiesen, Arbeitsgruppen zur Feldarbeit der Kolonialregierung abzustellen. So folgte in den 1950er und 1960er Jahren eine weitere Gruppe von Einwanderern aus Afaloicai und der Umgebung des Matebians, die zunächst nur als Saisonarbeiter auf den Reisfeldern arbeiteten, die in der Küstenebene von Uato-Lari entstanden. Später siedelten auch sie sich fest in der Region an. Viele von ihnen profitierten von den Familienbanden, die mit den bereits ansässigen früheren Einwanderern bestanden.
Die dritte Gruppe nach Babulo wurde von den Indonesiern zwangsumgesiedelt, nachdem sich viele Zivilisten nach Fall der Widerstandsbasis am Matebian 1979 den Invasoren unterwarfen. Im Gegensatz zu Burmeta und Laka Roma sind diese Einwanderer nicht in die traditionellen Gesellschaftsstrukturen eingebunden. Stattdessen verblieben sie in ihren eigenen Clans und Hierarchien. Für die Alteingesessenen werden sie oft noch immer als Bewohner auf Zeit angesehen und bei Zeremonien und Ritualen werden sie als „die Leute, die das Land zum Feld- und Gartenbau nutzen“ bezeichnet.

### Beziehungen zu Luca

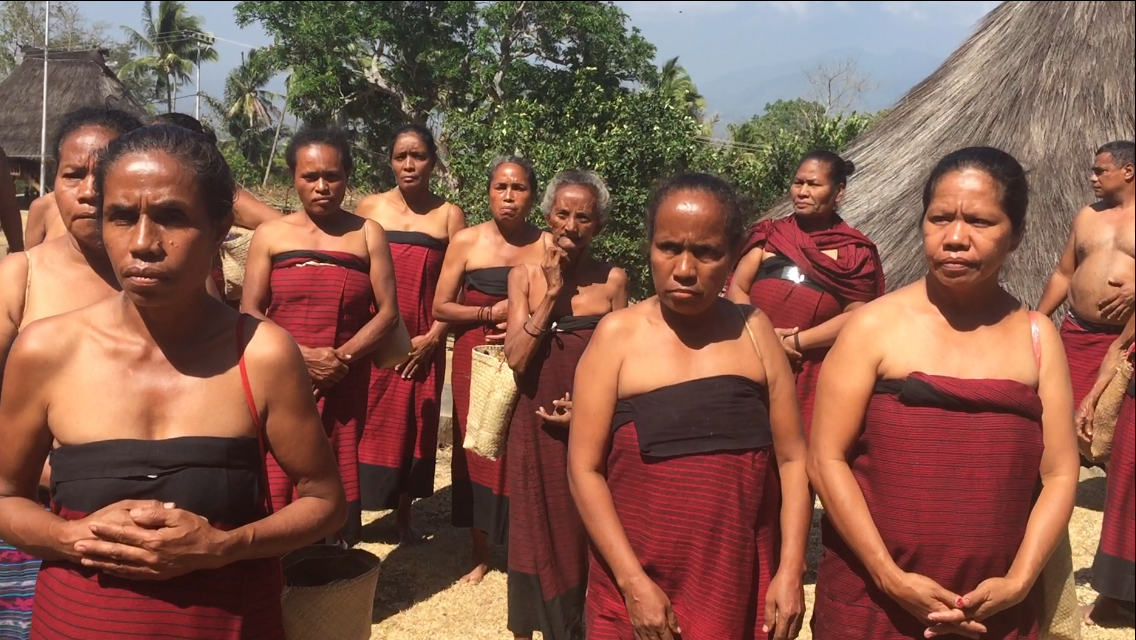
Frauen aus Babulo beim Baha-Liurai-Fest in traditionelle rot-schwarze Tais gekleidet

Angehörige der führenden Häuser der Aha B Uu und Daralari sind mit der Herrscherfamilie von Luca durch Heirat verwandt, wobei nicht mehr bekannt ist, wie lang diese Verbindung mit den Amarals zurückliegt. Auch zwei Häuser von Beli haben Verbindungen zu Luca. Uma Timor (Mou Kai, Uani Kai) „erhielt“ Repräsentanten von Luca, die nach Babulo zum Eintreiben von Tributen kamen und das Haus von Uma Malae (Kai Bira, Kar(a) Soru) war das kusu selu (deutsch Sattelhaus) und Ruheort für die Repräsentanten Lucas.
Barnes wurde zudem erklärt, dass die rot-schwarzen Tais der Frauen der hochrangigen Kerngruppen Babulos ein Symbol für die Beziehung zu Luca seien. Diese Stoffe werden krabi wa'e mae genannt. „Wa'e“ bedeutet,  etwas schützend in den Armen zu halten, wie etwa ein Baby. „Mae“ bedeutet „Rot“ und symbolisiert Blut und Fruchtbarkeit. Die Stoffe würden so für die umfassende und schützende Natur der Beziehung zwischen Luca und Babulo stehen.

### Baha-Liurai-Fest
Alle sieben bis fünfzehn Jahre findet in Babulo das Baha-Liurai-Fest der Naueti statt, bei dem auf dem gleichnamigen „heiligen Berg“ der Region ein Fest gefeiert wird. Nach 1974 wurde es nicht begangen, weil solche animistischen Zeremonien unter der indonesischen Besatzung (1975–1999) verboten waren. Das erste Baha Liurai nach der Besatzung fand im November 2003 statt. Ein weiteres folgte 2015. Das nächste Fest ist für 2025 geplant.

## Geschichte

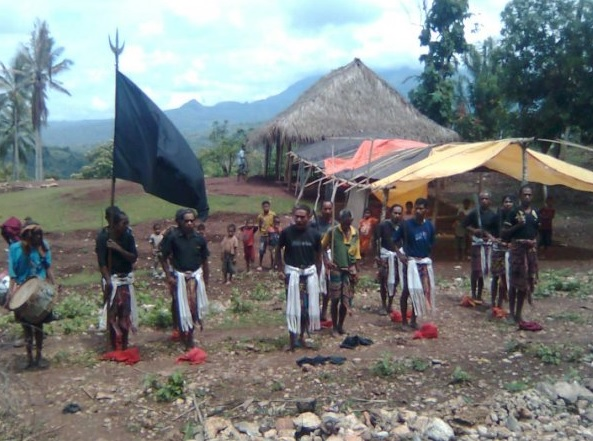
Begräbnis des Wächters des heiligen Hauses von Aha B Uu

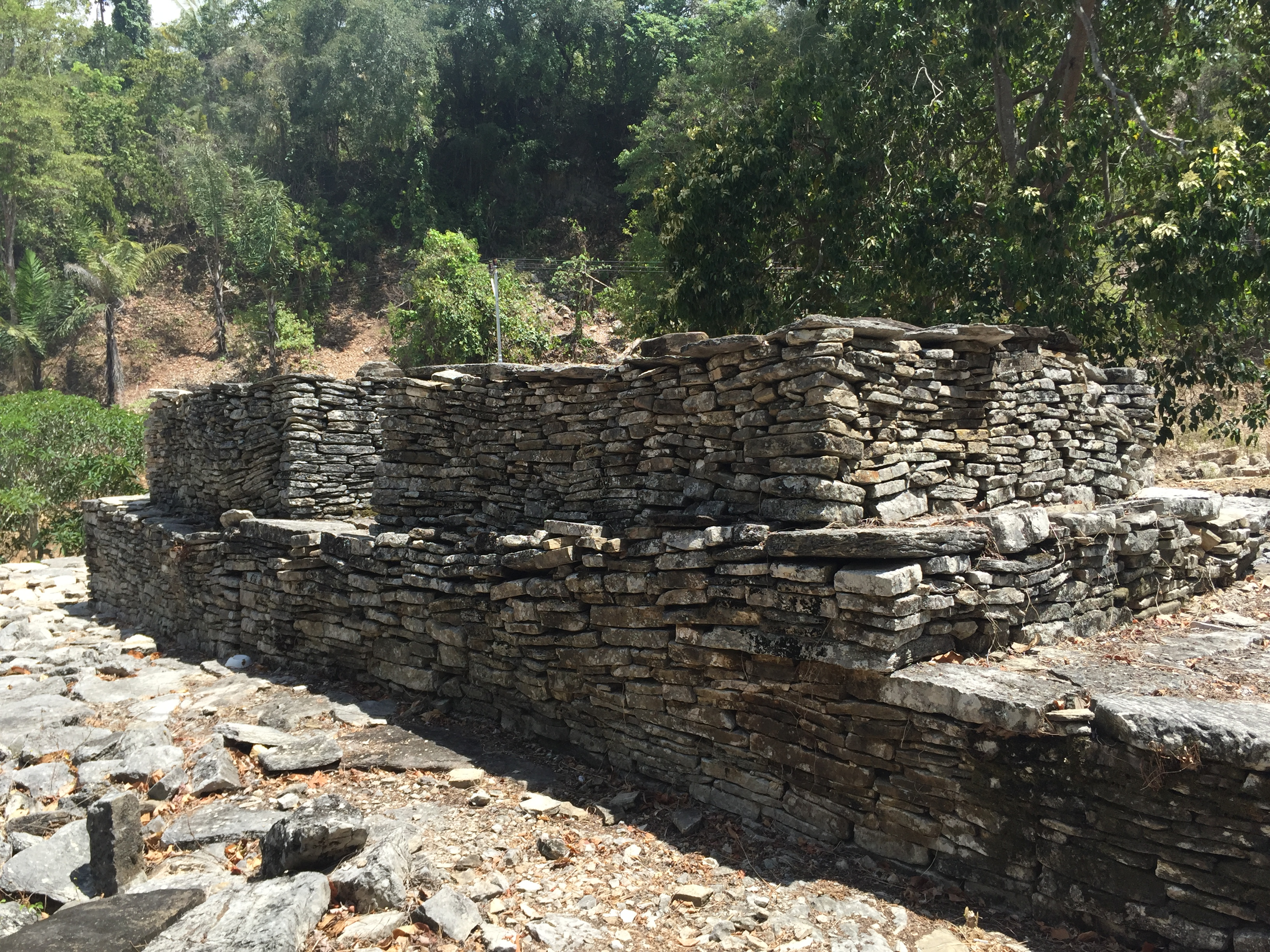
Die animistische Grabstätte in Nahasaka

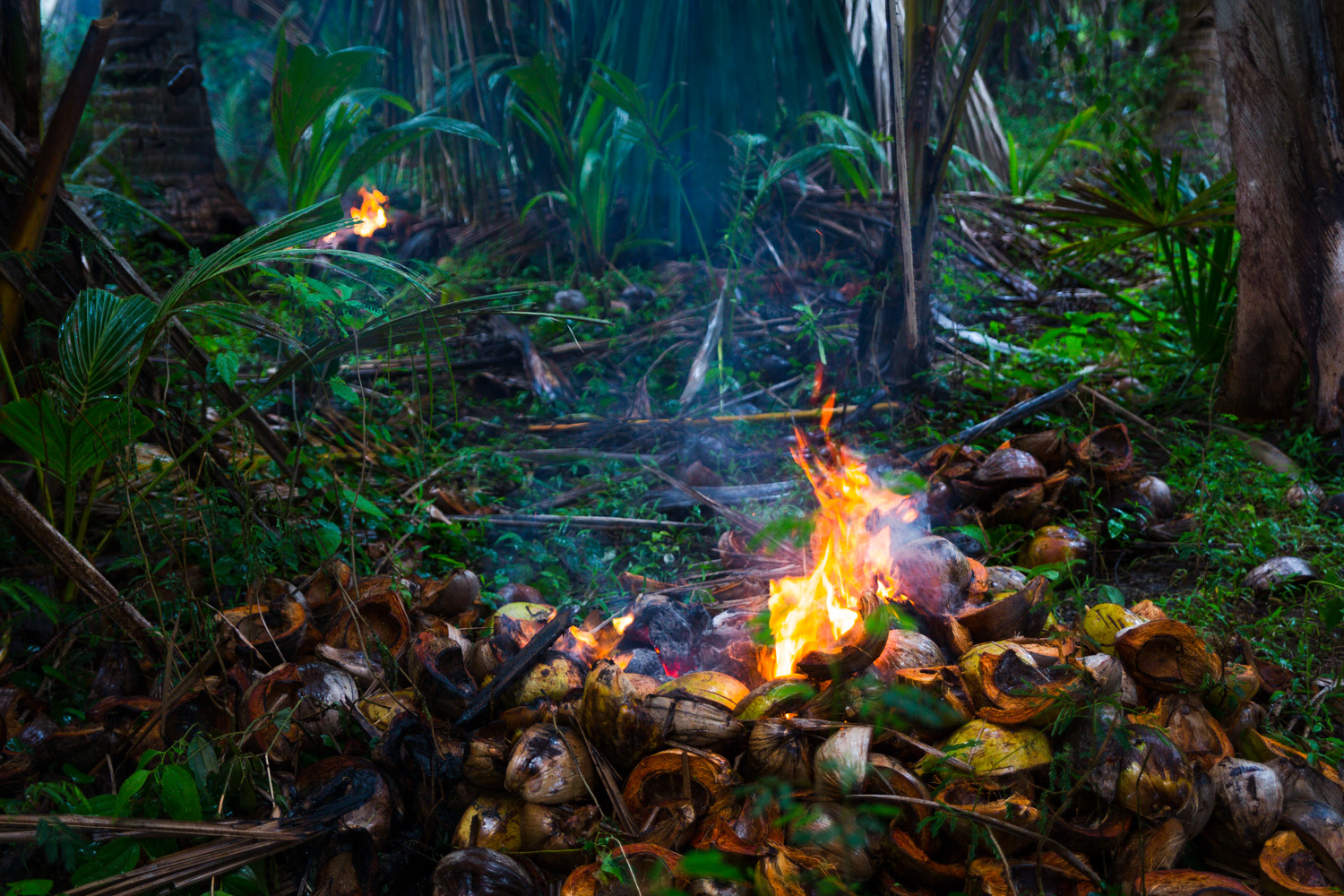
Natürlich austretendes Erdgas speist ewige Flammen im Süden von Babulo

Die Portugiesen waren erst ab dem 20. Jahrhundert dauerhaft in der Region präsent und diese meist nur durch Verwaltungsbeamte mit gemischter timoresisch-portugiesischer Herkunft. Die Berichte lassen vermuten, dass der Suco Babulo erst relativ spät aus einer Allianz lokaler Gruppen und der der Kolonialmacht entstand, auch wenn historische Überlieferungen vermuten lassen, dass es ein Reich von Babulo als Vasall Vessorus bereits seit dem 17. Jahrhundert gab. In den Listen des Boletim de Timor erschien Babulo aber erst ab 1934 als Suco des Postens Uato-Lari. Zuvor war meistens vom Suco Lia Sidi des Reiches Vessoru die Rede. In der Ausgabe vom Mai 1910 wird berichtet, dass der Suco-Chef von Lia Sidi wegen Ungehorsam von den Portugiesen abgesetzt und durch Mau Gai (Mau Ga'e,`Mau Gai), dem Ahnherren des Hauses Aha B Uu, ersetzt wurde.
Uato-Lari hat aufgrund der immer wieder aufflammenden inneren Konflikte den Ruf eines Unruheherdes. Das komplizierte Bündnissystem der Clans führte oft dazu, dass in überregionalen Konflikten die Front mitten zwischen den Clans im Suco und dem gesamten Verwaltungsamt Uato-Lari verlief. So sehen die Nachkommen der Burmeta in der Herrscherfamilie von Afaloicai, den Buibela/Lena, ihre „jüngeren Brüder“. Einige Mitglieder des Herrscherhauses profitierten von der indonesischen Besatzung (1975–1999), in der sie politisch und ökonomisch auf lokaler und nationaler Ebene Karriere machten. Zum Teil waren sie bereits an der Viqueque-Rebellion beteiligt. 1959 brach dieser letzte große Aufstand gegen die portugiesische Kolonialmacht aus, indem auch die Herrscher der Burmeta verwickelt waren. Nach der Niederschlagung verloren viele Naueti Land und Vieh. Die Portugiesen gaben es an loyale Timoresen, zumeist Makasaes.
Auch UDT-Unterstützer, die im Bürgerkrieg im August 1975 der FRETILIN unterlagen, fanden sich später unter den Kollaborateuren mit den Indonesiern und so ihre Chance für Revanche.
Nach dem Beginn ihrer Invasion 1975 drangen die Indonesier Ende 1976 über Beaco auch in Uato-Lari ein. Große Teile der Bevölkerung flohen aus ihren Häusern und suchten Schutz vor den Luftangriffen. Einige blieben nur wenige Tage weg, andere flohen für mehrere Monate, bauten Behelfsunterkünfte und legten sogar Felder an. Unter anderem in der Widerstandsbasis am Matebian fanden sie Zuflucht, bis diese im November 1978 fiel. Ende November 1979 kehrte die Bevölkerung langsam in den Suco zurück. Die Indonesier siedelten die meisten Einheimischen zwecks besserer Kontrolle zwangsweise um. Uato-Lari (Leten) war seit der ersten Hälfte des 20. Jahrhunderts Verwaltungssitz des Verwaltungsamts, bis er unter den Indonesiern nach Uato-Lari im Suco Matahoi verlegt wurde. In der Nähe von Uato-Lari Leten wurde ein Umsiedlungslager in Afaloicai angelegt. Menschen aus allen sechs Sucos Uato-Laris und aus den damaligen Subdistrikten Baguia und Quelicai wurden hier interniert. In den ersten Monaten wurden sie von indonesischem Militär und ihren osttimoresischen Helfern bewacht und durften ein bestimmtes Gebiet nicht ohne Bewachung verlassen. Unterkünfte und Nahrung gab es nur begrenzt und auch zu den Feldern und Gärten konnte man nur eingeschränkt gehen. Anfang der 1980er Jahre begann die Neuansiedlung entlang der Hauptstraßen, in Uato-Lari Leten/Afaloicai und der neuen Siedlung Kampung Baru. Da es in den 1980ern und frühen 1990er Jahren weiterhin Einschränkungen bei der Wahl des Wohnorts gab, konnten Felder und Gärten in größerer Entfernung nicht bestellt werden. Zum Teil verzichtete man auch freiwillig, da man Angst vor den FALINTIL-Rebellen hatte oder nicht in Verdacht kommen wollte, mit ihnen zusammenzuarbeiten. Der Landmangel führte dazu, dass jede Fläche zum Anbau verwendet wurde, ungeachtet traditioneller Regeln. Die Zerstörung der Clanstrukturen und die Bewegungseinschränkungen verhinderten das rituelle Gespräch mit den Ahnen. Zeremonien wurden verboten, so dass das soziale System im Suco in Teilen zusammenbrach. Nur weil bei den Umsiedlungen Aldeias weitgehend in gemeinsame Siedlungen kamen, konnte sich ein Teil der Struktur erhalten. Die Beli und Daralari kamen zum Beispiel in den Ort Aliambata, der in der Nähe mehrerer heiliger Stätten liegt, wie die „Ewigen Flammen“. Auch der Chefe de Suco aus der Aldeia Aha B Uu kam mit seiner Familie hierher. Die Ältesten der Daralari führten weiterhin Erntedankzeremonien in vereinfachter Form durch. Seit der Unabhängigkeit gibt es vor allem bei dem älteren Teil der Bevölkerung den Trend, die alten Dörfer wieder neu zu besiedeln, während die jungen Leute in den indonesischen Siedlungen bleiben, weil es hier meist einen besseren Zugang zu Bildung und Gesundheitsversorgung gibt. Viele wohnen auch während der Pflanz- und Erntezeit in temporären Unterkünften nahe den Feldern.
Nach den Parlamentswahlen in Osttimor 2007 und dem Amtsantritt Xanana Gusmãos als neuer Premierminister kam es zu Unruhen, ausgelöst von Anhängern der unterlegenen FRETILIN. Eine unbekannte Anzahl von Menschen floh aus ihren Häusern zum Berg Babulo. Über 900 Einwohner Uato-Laris flohen nach Uatucarbau, andere in die Stadt Viqueque.
Anfang Juli 2010 wurden 95 Häuser im Dorf Aliambata durch Überflutungen zerstört. Der Chefe de Suco, Costodio Silveiro Fernandes, forderte die Regierung auf, für eine Umsiedlung der Betroffenen zu sorgen.

## Politik
Bei den Kommunalwahlen von 2004/2005 wurde Mario Lisboa zum Chefe de Suco gewählt. Er stammte aus der Aldeia Cota Nisi. Wie auch in anderen Teilen des Landes durften bei diesen Wahlen nur Vertreter der „Herrscherlinie“ als Chefe de Suco und Chefe de Aldeia kandidieren.
Bei den Kommunalwahlen 2009 gewann Costodio Silveiro Fernandes. Er gehörte nicht zur traditionellen Herrscherfamilie. 2016 wurde Mario Trindade aus der Aldeia Aha B Uu zum Chefe de Suco gewählt.

## Wirtschaft, Infrastruktur und Lebensumstände

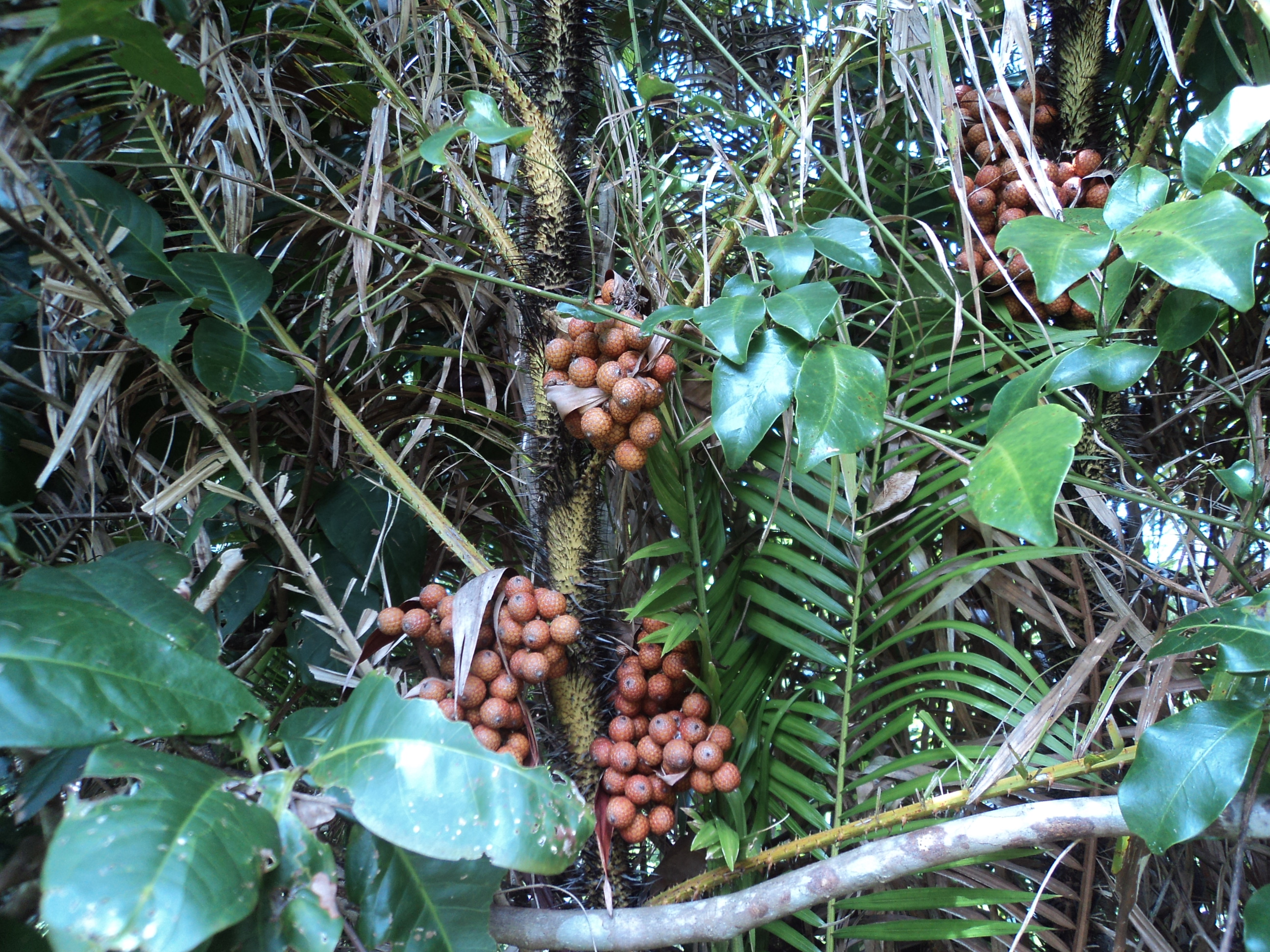
Obstbaum in Babulo

2,70 % der Einwohner gelten 2015 als arbeitslos, weitere 45,02 % sind als inaktiv registriert, zum Beispiel, weil sie in Rente sind oder nur für den Eigenbedarf Landwirtschaft betreiben.
43,1 % der Haushalte betreiben Landwirtschaft nur für den Eigenbedarf, 56,2 % verkaufen auch einen kleineren Teil, nur 0,7 % produzieren primär landwirtschaftliche Erzeugnisse für den Handel. Angebaut werden Maniok, Mais, Süßkartoffeln, Bohnen und andere Gemüse und Wurzeln. Nassreis wird am Bebui kultiviert, in den höheren Ebenen Trockenreis. Zudem gibt es Kokosnuss- und Lichtnussanpflanzungen, die vielen Familien ein Bareinkommen sichern. Daneben wird gefischt und (verbotenerweise) gejagt. Im Suco werden 3800 Hühner, 1300 Schweine, 950 Schafe, 770 Ziegen, 275 Pferde, 940 Rinder und 480 Wasserbüffel gehalten. In 14,07 % der Haushalte gibt es Gerätschaften, um Tais herzustellen.
In Uai Cai und Aliambata gibt es jeweils eine Grundschule. In Uai Cai zudem eine medizinische Station.
Die meisten Wohngebäude im Suco sind noch immer einfache Hütten. Nur 19,6 % verfügen über feste Außenmauern, immerhin 58,5 % haben ein Dach aus modernen Materialien. Zu Sanitäranlagen haben 26,6 % der Haushalte Zugang, zu einer sauberen Wasserquelle 35,4 % und eine Stromversorgung haben 51,9 %. 90,11 % benutzen Holz als Energiequelle zum Kochen, 7,91 % Elektrizität. Die Lebensbedingungen für die Einwohner haben sich in diesen Bereichen seit 2010 verbessert.
79,56 % der Haushalte Babulos besitzen ein Telefon, 19,56 % einen Fernseher, 9,01 % ein Radio, 13,19 % ein Motorrad, 0,44 % ein Auto und 1,98 % einen Computer mit Internetzugang.

## Belege
- Susana Barnes: Origins, Precedence and Social Order in the Domain of Ina Ama Beli Darlari. In: Land and life in Timor-Leste. S. 23–46.
- Susana Barnes, Hans Hägerdal, Lisa Palmer: An East Timorese Domain – Luca from Central and Peripheral Perspectives, 2017, DOI:10.1163/22134379-17302020.